# Filip Kasalica
Filip Kasalica (in serbo Филип Касалица?; Užice, 17 dicembre 1988) è un ex calciatore montenegrino, di ruolo attaccante.

## Carriera

### Nazionale
Fa il suo esordio in nazionale il 15 agosto del 2012 nell'amichevole contro la Lettonia, a Podgorica, vinta 2-0, dove realizza quello che a oggi è il suo unico gol in nazionale. Gioca con una certa regolarità per gli anni a seguire, totalizzando 11 presenze, ma dal 2014 non è più stato convocato.

## Palmarès

### Club

#### Competizioni nazionali
- Coppa di Serbia: 1

Stella Rossa: 2011-2012
- Campionato serbo: 1

Stella Rossa: 2013-2014